# کارکس پاکیفلورا
کارکس پاکیفلورا (نام علمی: Carex pauciflora) نام یک گونه از سرده جگن است.